# Estland op de Olympische Zomerspelen 1920
Estland debuteerde op de Olympische Spelen tijdens de Olympische Zomerspelen 1920 in Antwerpen, België. Estland vaardigde 14 atleten en 4 officials af.

## Medailleoverzicht
| Sport         | Olympiër       | Onderdeel    | Medaille |
| ------------- | -------------- | ------------ | -------- |
| Gewichtheffen | Alfred Neuland | -67,5kg (m)  | Goud     |
| Atletiek      | Jüri Lossmann  | marathon (m) | Zilver   |
| Gewichtheffen | Alfred Schmidt | -60kg (m)    | Zilver   |

## Deelnemers en resultaten
(m) = mannen, (v) = vrouwen 

### Atletiek
| Olympiër            | Onderdeel                | Resultaat | Prestatie                                             |
| ------------------- | ------------------------ | --------- | ----------------------------------------------------- |
| Reinhold Saulmann   | 100m (m)                 | series    | serie 10: 5de                                         |
| Reinhold Saulmann   | 200m (m)                 | series    | serie 10: 5de in 25,4                                 |
| Reinhold Saulmann   | 400m (m)                 | series    | serie 5: 3de in 51,6 (NR)                             |
| Johannes Villemson  | 800m (m)                 | series    | serie 4: 6de in 2.00,2 (NR)                           |
| Johannes Villemson  | 200m (m)                 | DSQ       | serie 4: gediskwalificeerd                            |
| Jüri Lossmann       | 10000m (m)               | DNF       | serie 1: niet gefinisht                               |
| Jüri Lossmann       | marathon (m)             | Zilver    | 2:32.48,6                                             |
| Eduard Hermann      | 3km snelwandelen (m)     | DSQ       | serie 1: gediskwalificeerd                            |
| Eduard Hermann      | 10km snelwandelen (m)    | DSQ       | serie 1: gediskwalificeerd                            |
| Johann Martin       | polsstokhoogspringen (m) | DNF       | kwalificatie: geen geldige poging                     |
| Harald Tammer       | kogelstoten (m)          | 6e        | kwalificatie: 6de met 13,605m finale: 6de met 13,605m |
| Aleksander Klumberg | speerwerpen (m)          | 5e        | kwalificatie: 6de met 59,03m finale: 5de met 62,39m   |
| Aleksander Klumberg | vijfkamp (m)             | 8e        | 29 punten                                             |
| Aleksander Klumberg | zevenkamp (m)            | DNF       | niet gefinisht                                        |

### Gewichtheffen
| Olympiër       | Onderdeel   | Resultaat | Prestatie |
| -------------- | ----------- | --------- | --- |
| Alfred Schmidt | -60kg (m)   | Zilver    | trekken 1 hand: 2de met 55kg stoten 1 hand: 1ste met 65kg stoten: 3de met 90kg totaal: 210kg                       |
| Karl Kõiv      | -60kg (m)   | 7e        | trekken 1 hand: 8ste met 45kg stoten 1 hand: 6de met 60kg stoten: 6de met 85kg totaal: 190kg                       |
| Alfred Neuland | -67,5kg (m) | Goud      | trekken 1 hand: 1ste met 72,5kg (OR) stoten 1 hand: 1ste met 75kg (OR) stoten: 1ste met 110kg (OR) totaal: 257,5kg |

### Worstelen
| Olympiër           | Onderdeel      | Resultaat      | Prestatie |
| Grieks-Romeins     | Grieks-Romeins | Grieks-Romeins | Grieks-Romeins |
| ------------------ | -------------- | -------------- | --- |
| Eduard Pütsep      | -60kg (m)      | 6e             | 1ste ronde: W van BEL Dierickx 2de ronde: W van NOR Olsen kwartfinale: W van Tsjecho-Slowakije Beranek halve finale: V van FIN Kähkönen bronzen finale: V van DEN Torgensen |
| Mihkel Müller      | -75kg (m)      | 17e            | 1ste ronde: V van GRE Notaris |
| Herman Kruusenberg | -82,5kg (m)    | 16e            | 1ste ronde: vrij 2de ronde: V van DEN Tetens |
| Artur Kukk         | +82,5kg (m)    | 16e            | 1ste ronde: vrij 2de ronde: V van FRA Dame |

Argentinië · Australië · België · Brazilië · Brits-Indië · Canada · Chili · Denemarken · Egypte · Estland · Finland · Frankrijk · Griekenland · Groot-Brittannië · Italië · Japan · Joegoslavië · Luxemburg · Monaco · Nederland · Nieuw-Zeeland · Noorwegen · Portugal · Spanje · Tsjecho-Slowakije · Verenigde Staten · Zuid-Afrika · Zweden · Zwitserland